# دايل جاربي
دايل جاربي (بالإنجليزية: Bdale Garbee)‏ ((تُلفظ بالإنجليزية: ‎/ˈbiːdeɪl ˈɡɑrbiː/‏)) هو متخصص بالحواسب التي تعمل بجنو/لينكس, ودبيان على وجه الخصوص. دايل حاليا كبير موظفي التكنولوجيا لجنو لينكس في شركة هوليت-باكارد والرئيس الحالي لمنظمة البرمجيات في المصلحة العامة.
كان جاربي مطور في مشروع دبيان منذ ايامه الأولى في منتصف عام 1990. وقام بإنشاء master.debian.org في عام 1995.وشغل منصب قائد مشروع دبيان, لمدة عام (2002-2003).

## وصلات خارجية
- صفحة دايل جاربي